# Новопокровка (Успенський район)
Новопокро́вка (каз. Новопокровка) — село у складі Успенського району Павлодарської області Казахстану. Входить до складу Новопокровського сільського округу.
Населення — 402 особи (2021; 424 у 2009, 582 у 1999, 866 у 1989).
Національний склад станом на 1989 рік:
- українці — 28 %
- росіяни — 27 %